# Bilhac
Bilhac település Franciaországban, Corrèze megyében. Lakosainak száma 246 fő (2022. január 1.). Bilhac Liourdres, Queyssac-les-Vignes, Sioniac, Bétaille, Puybrun és Tauriac községekkel határos.

## Népesség
A település népességének változása:
| Lakosok száma | 234  | 211  | 211  | 215  | 193  | 212  | 246  | 250  | 253  | 246  |
|               | 1968 | 1982 | 1990 | 2006 | 2013 | 2015 | 2017 | 2019 | 2020 | 2022 |